# Slag bij Tettenhall
De Slag bij Tettenhall (soms ook de Slag bij Wednesfield of Wōdnesfeld genoemd) vond, aldus de Angelsaksische kroniek, plaats op 5 augustus 910 in de buurt van Tettenhall. De geallieerde strijdkrachten van Mercia en Wessex hadden er een treffen met een leger van Northumbrische Vikingen in Mercia.

## Achtergrond
Na succesvolle raids door Deense Vikingen waren significante delen van Noordoost-Engeland, voorheen bekend als Northumbria, onder hun controle gekomen. Deense invallen in Centraal-Engeland waren afgeslagen en zelfs in die mate teruggedrongen door Alfred de Grote, dat zijn zoon, koning Edward van Wessex, offensieve aanvallen zou beginnen tegen de Denen in Engeland. Edward had een bondgenootschap met de Mercianen onder leiding van zijn zus Æthelflæd, en hun gezamenlijke strijdkrachten waren ontzagwekkend. De bondgenoten begonnen een vijf weken durende militaire campagne tegen Lindsey in 909, en wisten met succes de relikwieën van Sint Oswald van Northumbria te bemachtigen.

## De slag bij Tettenhall
De Vikingen zochten weldra vergelding. In 910 brachten de koningen van de Danelaw een vloot bijeen en brachten een Deens leger, via de rivier de Severn, direct naar het centrum van Mercia. Daar plunderden ze het land en wisten ze een groot aantal kostbaarheden buit te maken, maar trokken zich vervolgens al snel weer terug naar het noorden om niet te lang in vijandelijk gebied te moeten blijven. Een leger van Wessex en Mercia wist hen echter klem te zetten in Wednesfield, in de buurt van Tettenhall, en versloeg hen volgens de Angelsaksische kroniek en bracht hen grote verliezen toe die opliepen in de duizend, waaronder twee of drie koningen.
Hoewel weinig geweten is over de exacte manoeuvres gebruikt in de slag, is het duidelijk dat de bondgenoten hun Vikingtegenstanders hadden ingesloten en hen grote verliezen lieten lijden. De Angelsaksische kroniek zegt dat "vele duizenden mannen" werden gedood, verwijzend naar de Denen. Ogenschijnlijk niet in staat zich terug te trekken, werden de koningen die het Deense leger leidden, gedood door de geallieerde troepen.

## Gevolgen
Met de noordelijke Denen onderworpen, konden de strijdkrachten van Wessex en Mercia zich richten tegen de Denen die zich meer zuidelijk hadden gevestigd. De slag betekende ook de nederlaag van het laatste grote invasieleger uit Denemarken dat Engeland zou plunderen. Met de toenemende geallieerde strijdmacht zou Engeland kort daarop worden verenigd onder een Engelse monarch.